# Valles de Aragua
Se denominan valles de Aragua una serie de valles en el estado Aragua, en Venezuela. Los mismos se encuentran al oeste del lago de Valencia al sur de la cordillera de la Costa y al norte de la serranía del Interior, y corren en dirección este-Oeste.
La zona se encuentra a unos 30 km de la costa del mar Caribe.